# Hamroň
Hamroň je betonová socha od Michala Olšiaka, stojící ve volné krajině u cesty mezi obcí Hamry nad Sázavou a Jedlovským rybníkem v okrese Žďár nad Sázavou v Kraji Vysočina. Místem prochází cyklostezka Hamerský okruh. Vytvoření sochy si objednalo vedení obce Hamry. V okolí se nacházejí další sochy – např. Mamut, Kůň, Mamlas a Želva.
Vyobrazuje tvora, který svýma očima na tykadlech a ulitou připomíná hlemýždě. Rty zase představují lidská ústa a celou sochu dotváří obří chodidla.